# Il Grande Slam - Generazione di fenomeni
Il Grande Slam – Generazioni di Fenomeni è un film documentario del 2020 diretto da Mario Maellaro, ideato da Francesca Aiello per Rai Sport e scritto da Marco Marrocco.

## Trama

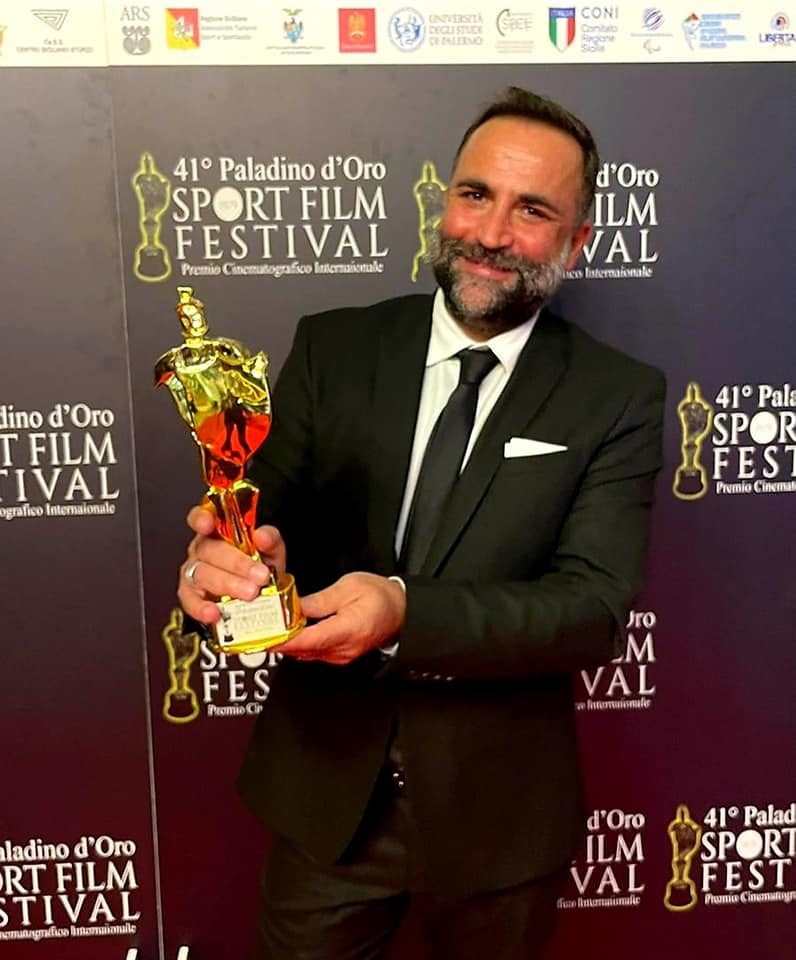
Mario Maellaro ritira il Paladino d'oro allo Sport Film Festival 2021

La Maxicono Parma, è stata la prima squadra pallavolistica a livello mondiale ad aver vinto il Grande Slam, ossia 5 competizioni a livello nazionale ed internazionale nello stesso anno, ovvero Mondiale per Club, Coppa delle Coppe, Supercoppa Europea, Coppa Italia e Scudetto .
In 137 giorni, dalla vittoria del Mondiale per Club fino alla conquista dello scudetto sul campo di Modena, è stata scritta la storia della pallavolo.
Vincere tutto quello che è possibile nello stesso anno è praticamente impossibile. Per riuscirci devono esserci parecchie componenti che funzionano tutte perfettamente nello stesso momento. Questo capita quando hai un gruppo formato da fenomeni in campo e grandi uomini per come sanno approcciare le difficoltà e cogliere le opportunità. A guidarli magistralmente Gian Paolo Montali. Queste le componenti che avevano portato a quella serie di trionfi consecutivi quella squadra, un gruppo di amici che a Parma aveva trovato l’ambiente e la città ideale dove dimostrare al Mondo quanto fossero forti.
A 30 anni da quel 1990, quest’opera ha permesso a protagonisti e tantissimi tifosi di rivivere un anno che ha segnato per sempre la storia della pallavolo italiana. Nella medesima stagione, infatti, un’altra squadra emiliana, gli acerrimi avversari della Philips Modena, ha vinto l’11 marzo 1990 la Coppa dei Campioni battendo in finale la squadra francese del Frejus, portando definitivamente per quell’anno l’Emilia sul tetto d’Europa.

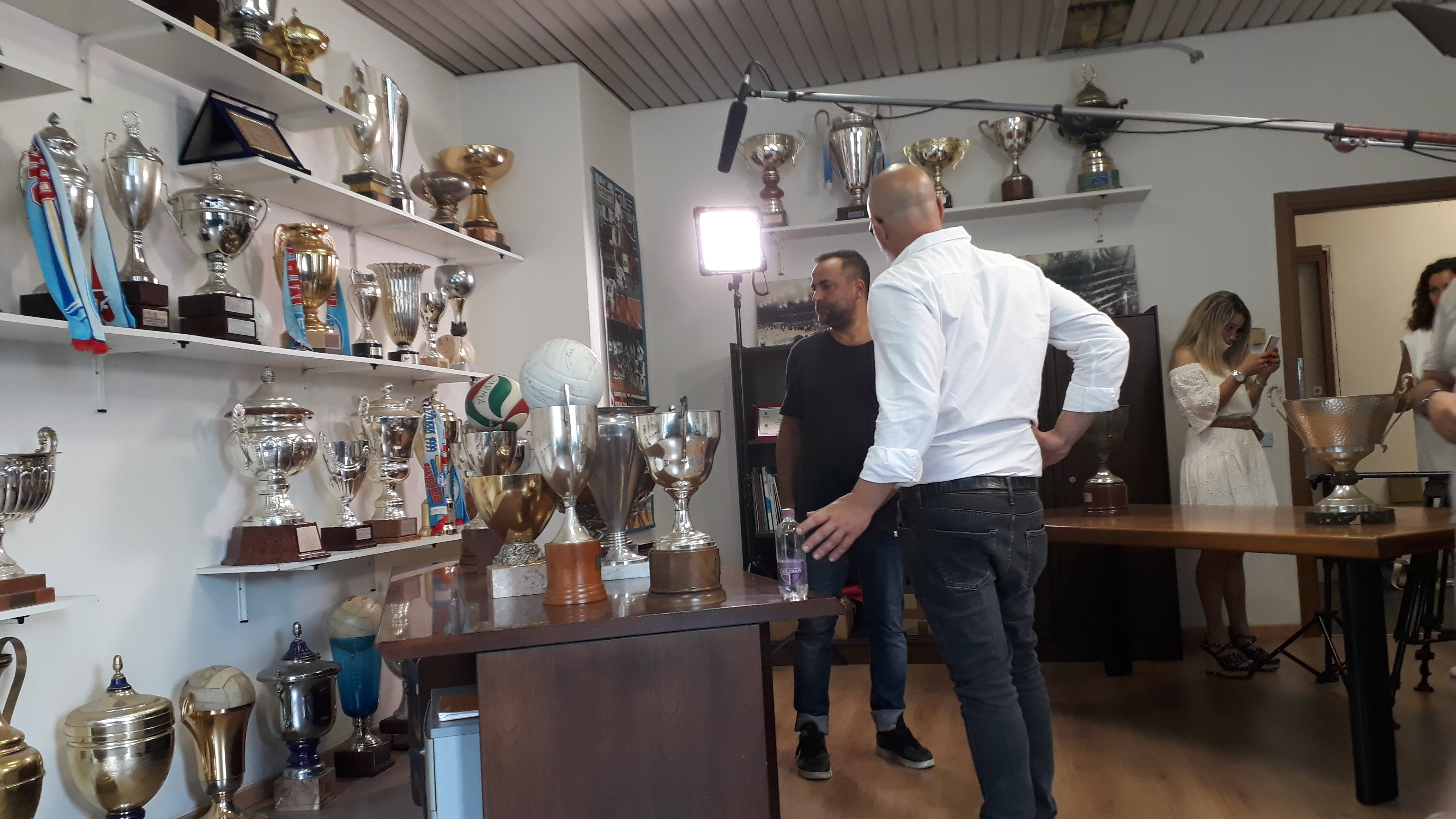
Le riprese nella sala trofei

Ma l’anno incredibile per il volley italiano non si è chiuso con i successi delle squadre di Club. Il 28 ottobre, con una rosa composta soprattutto dai giocatori delle due squadre di Parma e Modena, l’Italia guidata da Julio Velasco ha infatti conquistato il primo Campionato del Mondo di pallavolo maschile per la propria nazione. Celeberrimo nell’occasione il termine Generazione di fenomeni, coniato dal noto giornalista Iacopo Volpi, protagonista anche lui del docufilm, che ha accompagnato quella squadra, premiata dalla FIVB Federazione Mondiale Pallavolo come la più forte formazione a livello intercontinentale del ventesimo secolo .
Questo docufilm ha rappresentato un tributo a quei giocatori e a una città di provincia entrati nella storia dello sport mondiale, regalando alle nuove generazioni le emozioni di quando Parma e la pallavolo italiana si sono fatti conoscere nel Mondo come i dominatori di questa disciplina.

## Produzione

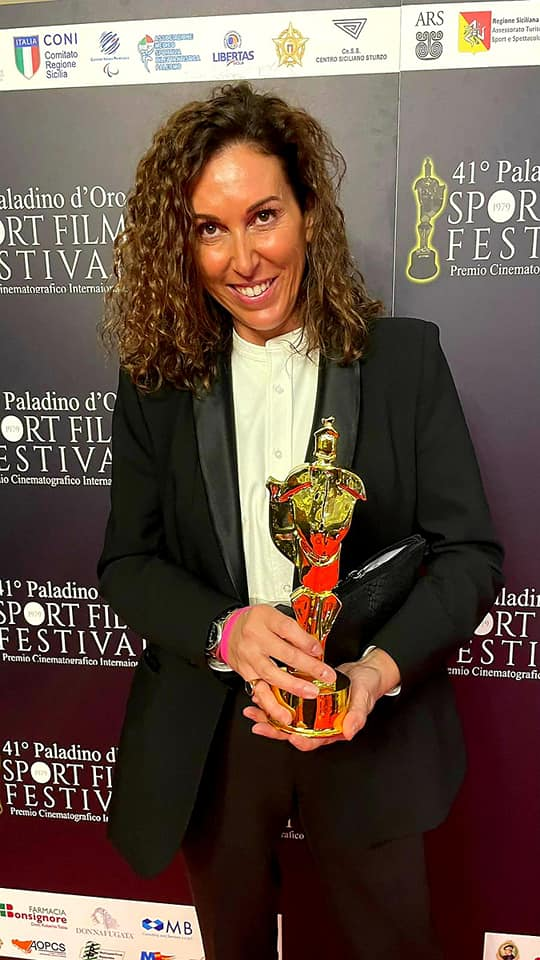
Francesca Aiello ritira il Paladino d'oro allo Sport Film Festival 2021

Il docufilm è stato girato in 2K con tecnologie cinematografiche con l’ausilio di materiale tratto dalle teche Rai.

### Riprese
Girato interamente in Emilia Romagna nella città di Parma, con buona parte delle ambientazioni all’interno del PalaRaschi.

## Riconoscimenti
- Nel 2021: Allo Sport Film Festival il docufilm ha vinto il “Paladino D’Oro” come “Best Short Film” [11][12][13]